# Zilla (Araneidae)
Zilla là một chi nhện trong họ Araneidae.

## Các loài
- Zilla crownia Yin, Xie & Bao, 1996
- Zilla diodia (Walckenaer, 1802) 
  - Zilla diodia embrikstrandi (Kolosvary, 1938)
- Zilla globosa Saha & Raychaudhuri, 2004
- Zilla qinghaiensis Hu, 2001

## Hình ảnh

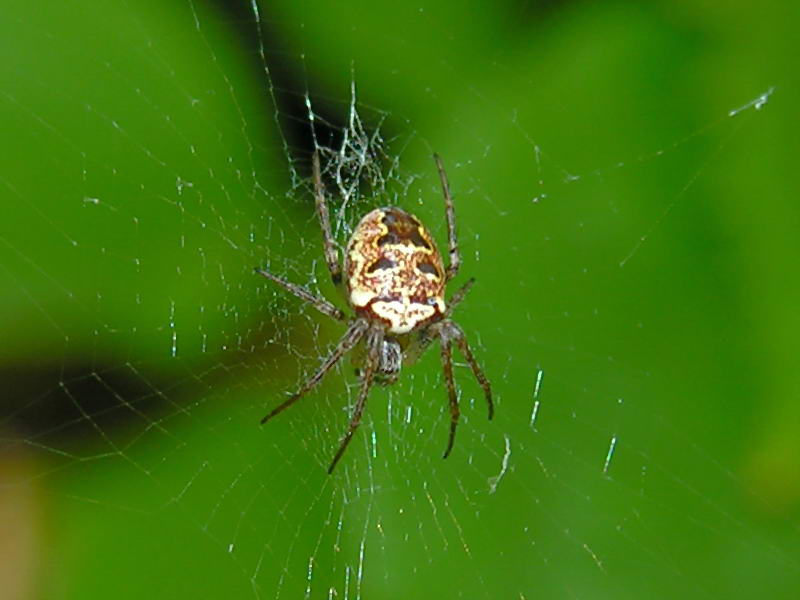
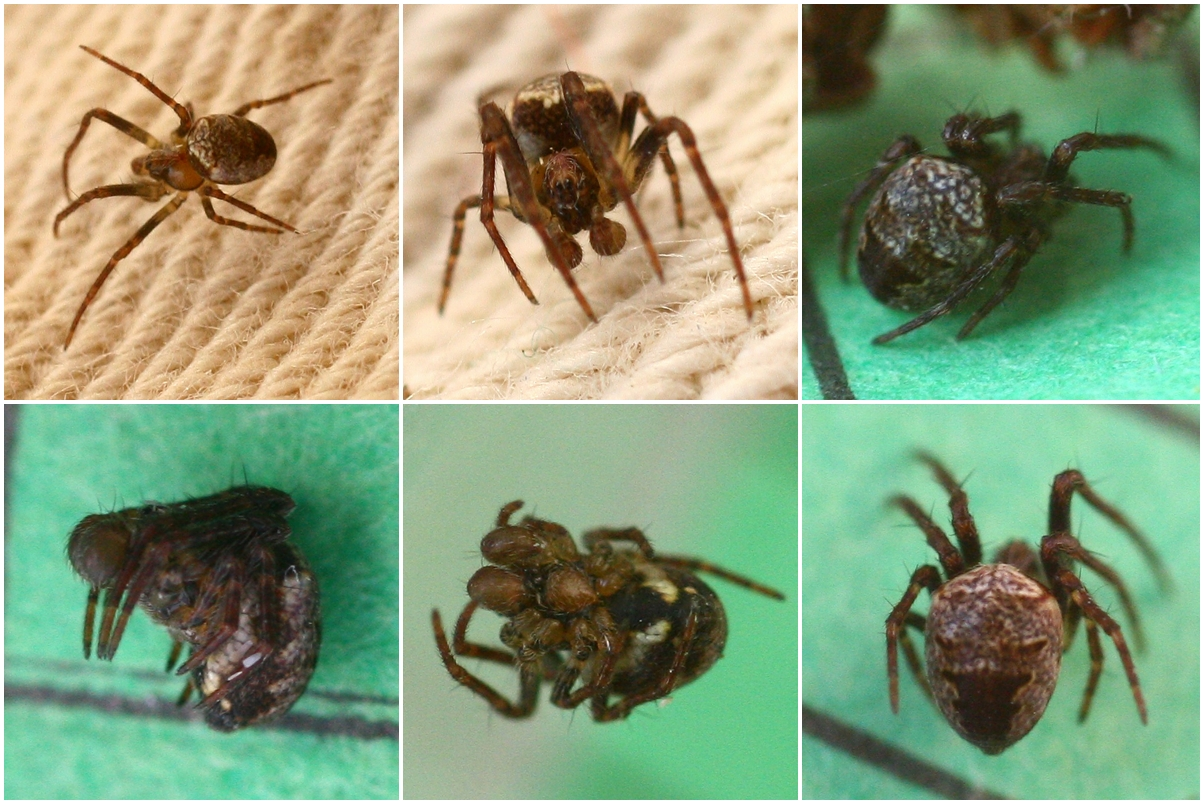